# Estación de Donzère
La estación de Donzère es una estación ferroviaria francesa de la línea París - Marsella, situada en la comuna de Donzère, en el departamento de Drôme, en la región de Ródano-Alpes. Por ella transitan únicamente trenes regionales. 

## Situación ferroviaria
La estación se encuentra en la línea férrea París-Marsella (PK 675,071). 

## Descripción
El edificio de viajeros está cerrado, por lo que la estación que se compone de dos andenes laterales y de dos vías se configura como un simple apeadero. 

## Servicios ferroviarios

### Regionales
Los TER Ródano Alpes recorre el siguiente trazado:
- Línea Lyon - Aviñón.